# Timsah
Timsah (arabiska: بحيرة التمساح) är en av de sjöar som ingår i Suezkanalen. Den ligger i en sänka som går över Sueznäset från Röda havet till Medelhavet. De andra sjöarna i systemet är Bittersjöarna och Manzalasjön. 

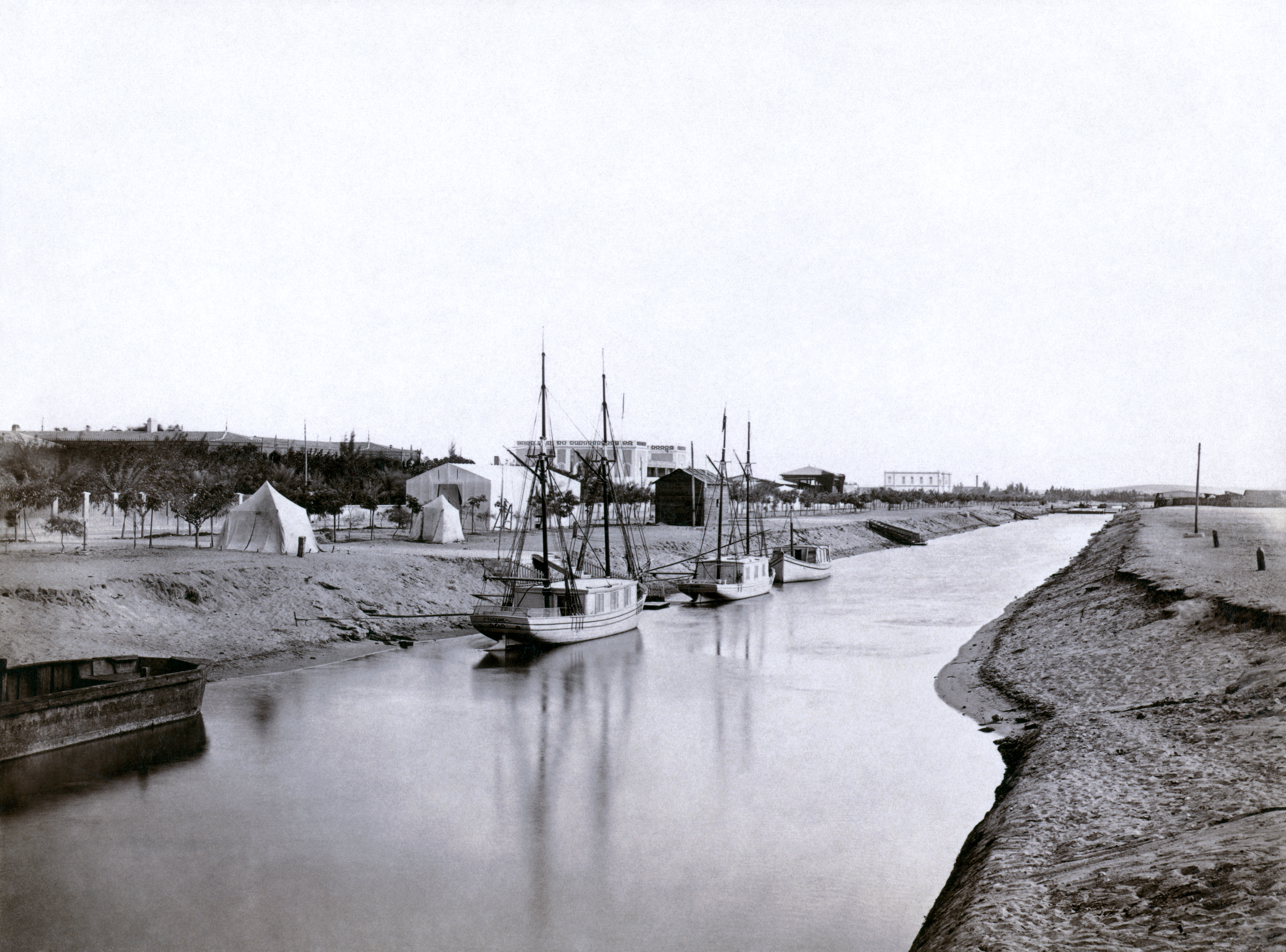
Kanalen vid Timsah, ca 1860.

Timsah var en grund sjö tills en 6,5 meter djup kanal muddrades på 1870-talet. Den har en yta på 14 kvadratkilometer och omges av flera stränder.
På Timsahs västsida ligger staden Ismailia.